# Бугримова Ірина Миколаївна
Ірина Миколаївна Бугримова (28 лютого (13 березня) 1910, Харків, Російська імперія — 19 лютого 2001, Москва, Російська Федерація) — радянська російська артистка цирку, дресирувальниця левів, перша в СРСР жінка-дресирувальниця хижаків. Народна артистка СРСР (1969), Герой Соціалістичної Праці (1979).

## Життєпис
Ірина Бугримова народилася 13 березня 1910 року у Харкові в родині професора ветеринарії й була четвертою дівчинкою в сім'ї. Батько часто лікував тварин на іподромі й в цирку (з 12 років Бугримова асистувала батькові при операціях). Мати мала музичну освіту, грала на фортепіано, малювала, захоплювалася мистецтвом фотографії. Дідусь по материнській лінії був учасником оборони Севастополя, товаришував з І. Айвазовським.
Коли Ірині виповнилось 7 років, її віддали до музичної школи. Також вона навчалась у Харківській торговельно-промисловій школі (1926—1928), в балетній студії при Харківському оперному театрі.
Але справжнім захопленням став спорт, який вона поєднувала з балетом. Серед улюблених видів спорту був біг, стрибки, штовхання ядра, гра в російський хокей. Вона стала чемпіонкою України відразу з кількох видів спорту, кілька разів здобувала перше місце на Всесоюзних спартакіадах. Бажання були балериною зникло, натомість появились мрії стати каскадером. У цей час Ірина Бугримова познайомилася зі своїм майбутнім чоловіком і партнером по творчості Олександром Буслаєвим..
Спільно з Буслаєвим підготувала повітряний атракціон «Політ на санях з-під купола цирку» (демонструвався 1931—1937) та атракціон «Коло сміливості» (1940, артисти з левами на мотоциклах); виконувала також номер «Вища школа верхової їзди».
Коли в 1937 році радянський цирк закупив групу дресированих леопардів, керівник цирками Данкман несподівано запропонував Бугримовій поєднати трюки й дресуру, бажаючи отримати першу в радянському цирку жінку — приборкувача. Першими її вихованцями стали левенята Кай, Юлій і Цезар, який став другом на довгі роки. Після довгих, наполегливих занять, тренувань, волі, азарту, мужності, уміння ладнати з тваринами Ірина досягла результатів. За своє циркове життя Бугримова видресирувала 80 левів, працювала з ними на арені у 1946—1976 роках.
З мистецтвом талановитої приборкувачки були знайомі глядачі всього світу. Кожен її виступ став маленьким спектаклем. Вона використовувала не тільки різні трюки, а й приділяла значну увагу своїй акторській поведінці на арені. Леви, яких дресирувала, ходили по канату, разом з приборкувачкою гойдалися на гойдалках під куполом цирку. Великий успіх у глядачів мали такі номери, як «Лев у повітрі», «Лев на мотоциклі», «Крісло смерті», «Лев на дроті», «Стрибки через вогненне кільце», «Килим» і багато інших. Величезне враження справляв на глядачів справляв «левиний килим», коли артистка лягала на тіла хижаків, покладених на арені так, що виходив справжній килим.
На арені Ірина Бугримова не працювала вже з 1976 року, але вела активне громадське життя, будучи головою Ради ветеранів Російської державної циркової компанії, членом президії ЦДРІ, Товариства захисту тварин. Ірина Миколаївна також приймала іспити в Державному училищі циркового та естрадного мистецтва імені Румянцева.
Померла І. М. Бугримова 20 лютого 2001 на 91 році життя. Похована в Москві на Троєкурівському кладовищі.
У 2003 році іменем Бугримової перейменовано майдан Урицького (раніше Воскресенський) у Харкові.

## Визнання і нагороди
Ірина Бугрімова була удостоєна численних нагород та звань.
- Орден «Знак Пошани» (1939)
- Заслужена артистка РРФСР[4]
- Народна артистка РРФСР (1958)
- Народна артистка СРСР (1969)
- Герой Соціалістичної Праці (1979)
- Орден Леніна (1979)
- Орден Дружби народів (9 жовтня 1990) — за заслуги у розвитку і пропаганді радянського циркового мистецтва[5]
- Орден «За заслуги перед Вітчизною» IV ступеня (17 грудня 1994) — за заслуги перед народом, пов'язані з розвитком російської державності, досягненнями в праці, науці, культурі, мистецтві, зміцненням дружби і співпраці між народами[6]
- Орден «За заслуги перед Вітчизною» III ступеня (10 березня 2000) — за видатний внесок у розвиток циркового мистецтва[7]
- Орден Трудового Червоного Прапора
- Медалі.